# Harbor (personaje)
Varun Batra, más conocido como Harbor es un personaje que pertenece al videojuego (creado por Riot Games), Valorant. Fue revelado oficialmente el 2 de junio de 2020 en la versión Beta del juego. Fue lanzado en octubre de 2022.

## Historia
Varun Batra, antiguo agente de las fuerzas especiales, es el inesperado propietario de un antiguo y poderoso artefacto con el poder de controlar e invocar masas de agua de la nada. Batra, que antes trabajaba para REALM recuperando este tipo de objetos del mercado negro y devolviéndolos a sus legítimos propietarios, era considerado un hombre de buen corazón, pero también una fuerza letal con la que enfrentarse en combate. Su dedicación a la causa durante años de servicio luchando contra los delincuentes le granjeó la reputación de héroe y leyenda.
Todo eso cambió con una misión en Bombay. El artefacto que REALM había enviado a su equipo a recuperar esta vez no se parecería a nada con lo que el grupo de trabajo se hubiera enfrentado antes, ni siquiera para su línea de trabajo. Cuando por fin dio con la sala que guardaba la reliquia, Batra descubrió un pedestal en forma de mano, con cinco anillos y un brazalete. Al entrar él solo en la habitación, el artefacto comenzó a activarse y se sintió atraído por Batra, separándose del pedestal y adhiriéndose a sus manos. Batra se dio cuenta de que tenía un poder inmenso, y no era el único. Se dio la vuelta y descubrió que uno de sus colegas, Greaves, le estaba apuntando con una pistola, exigiéndole que le entregara el artefacto para poder llevárselo él mismo para una facción secreta y clandestina que había estado operando dentro de REALM. Mientras Batra se mantenía firme en su desafío, Greaves abrió fuego y el brazalete se activó, invocando un muro de agua entre los dos hombres que impidió el paso de las balas. Cuando el muro se disipó, Batra había huido y Greaves se quedó en una habitación vacía.
Como no quería que Batra tuviera nunca la oportunidad de informar al resto de REALM de lo que había intentado hacer, Greaves incriminó a Batra por robar intencionadamente la reliquia e intentar matar al capitán en el proceso. Utilizando esta historia inventada y su rango en el cuerpo, Greaves envió convoyes tras Batra con la orden específica de matar a Batra en lugar de simplemente capturarlo, obligándole a huir por todo el sur de Asia. Sin embargo, con los poderes del brazalete, Batra era más que capaz de mantenerse a salvo de cuantos hombres enviara REALM para eliminarle, pudiendo invocar escudos y muros de agua para protegerse y barrer a sus enemigos.
Tras casi dos meses de persecución por parte de REALM, llegó un salvavidas en forma del Protocolo VALORANT, que parecía tener un interés peculiar en él en concreto. Batra accedió a una extracción y fue recogido por la organización, lo que le permitió escapar definitivamente de la persecución de REALM. Con su reclutamiento en el VP, Batra se convirtió en su vigésimo primer agente, "Harbor". Ahora, tiene una nueva misión en un conflicto muy diferente, ya que el Protocolo busca respuestas a los poderes y orígenes de su brazalete, y para qué podrían estar usándolo sus adversarios de Omega.

## Personalidad
En general, Harbor se presenta como un agente de personalidad alegre, cuyos discursos fomentan la confianza entre sus compañeros y están llenos de entrañable jovialidad. Ha demostrado ser un individuo con una considerable experiencia en combate, procedente de su prolongado periodo de servicio a las órdenes de REALM, en el que se labró una reputación de soldado ejemplar digna de ser considerada una leyenda. Aparte de ser un operativo, Harbor también se ha forjado la reputación de ser "el tipo más simpático que jamás conocerás", suponiendo que estés en el mismo bando que él. Sin embargo, cuando llega el momento de asignar a Harbor a una misión, los que han trabajado a su lado cuentan que es un "terror absoluto sobre el terreno".
Harbor, historiador y anticuario consumado, nunca tiene reparos en proclamar sus conocimientos y su fascinación por el mundo de los artefactos, la historia y la arquitectura antiguos. Parece disfrutar trabajando con reliquias y estructuras históricas. Si se le asigna cualquier lugar del mundo, puede que sea capaz de compartir con los demás algo de la historia de su ubicación actual.

## Apariencia
Harbor es de tez morena, ojos marrones, barba castaña y pelo largo y oscuro recogido en un moño. Tiene un cuerpo bien tonificado y elaborados tatuajes en los brazos: en el derecho, un intrincado dibujo triangular que se repite, y en el izquierdo, el logotipo de REALM. La ropa de Harbor es principalmente de color verde/azulado. Su chaqueta es más verde, con un cuello abierto que muestra un diseño floral azul debajo. Sus pantalones son de un azul más claro, con varios bolsillos y cinturones. De su cuello cuelga una placa de identificación rota, con lo que parece ser un chip de ordenador colgando del otro extremo.
El brazo izquierdo de Harbor también tiene su Pulsera enganchada alrededor de la muñeca, formando una banda circular dorada con un orbe azul dorado en la parte superior. Aunque suele estar inactiva y plegada, la pulsera se expande hasta su forma "activada" cuando canaliza sus poderes, con la banda girando alrededor de su muñeca y el orbe girando en su lugar. Los cinco anillos que utiliza junto con el brazalete están repartidos entre sus dedos, dos en la mano izquierda y tres en la derecha.